# Prăjești
Prăjeşti é uma comuna romena localizada no distrito de Bacău, na região de Moldávia. A comuna possui uma área de  km² e sua população era de 2617 habitantes segundo o censo de 2007.